# 茨木医誠会病院
茨木医誠会病院（いばらきいせいかいびょういん）は、医療法人医誠会が大阪府茨木市畑田町に設置する病院。

## 診療科
- 内科[1]
- 外科[1]
- 皮膚科[1]
- リハビリテーション科[1]
- 脳神経外科[1]
- 人工透析内科[1] - 透析センターに透析用病床24床、病棟透析ベッド数2床を備える[2]。
- 消化器内科[1]
- 整形外科[1]
- 循環器内科[1]
- 放射線科[1]

## 医療機関の認定
- 保険医療機関[1]
- 労災保険指定病院[1]
- 生活保護法指定病院(中国残留邦人等の円滑な帰国の促進並びに永住帰国した中国残留邦人等及び特定配偶者の自立の支援に関する法律(平成6年法律第30号)に基づく指定医療機関を含む。)[1]
- 指定自立支援病院（更生医療）[1]
- 指定自立支援医療機関（精神通院医療）[1]
- 原子爆弾被害者一般疾病医療取扱病院[1]
- 高齢者の医療の確保に関する法律(昭和57年法律第80号)第七条第一項に規定する医療保険各法及び同法に基づく療養等の給付の対象とならない医療並びに公費負担医療を行わない医療機関[1]
- 身体障害者福祉法指定医の配置されている医療機関[1]

## 交通アクセス
- JR京都線「茨木駅」より[3]
  - 阪急バス92、95系統、90・93系統、90系統乗車「春日」停留所より徒歩5分
  - 阪急バス86・87系統乗車「中央図書館、畑田」停留所より徒歩5分
- 阪急京都本線「茨木市駅」より[3]
  - 阪急バス81、84、85、86、87系統乗車「春日」停留所より徒歩5分
  - 阪急バス80、82系統乗車「中央図書館前」停留所より徒歩5分
  - 阪急バス89系統「三咲町」停留所より徒歩5分

## 周辺
- 国道171号
- 茨木畑田郵便局
- 茨木市立生涯学習センター

## 系列病院
- 医誠会国際総合病院（大阪市北区）
- 摂津医誠会病院（大阪府摂津市）
- 児島中央病院（岡山県倉敷市）
- 神崎中央病院（滋賀県東近江市）
- 東春病院（愛知県春日井市）
- 東舞鶴医誠会病院（京都府舞鶴市）
- 橿原リハビリテーション病院（奈良県橿原市）